# Condado de Taliaferro
El condado de Taliaferro (en inglés: Taliaferro County), fundado en 1825, es uno de 159 condados del estado estadounidense de Georgia. En el año 2000, el condado tenía una población de 2077 habitantes y una densidad poblacional de 4 personas por km². La sede del condado es Crawfordville. El condado recibe su nombre por Benjamin Taliaferro.

## Geografía
Según la Oficina del Censo, el condado tiene un área total de 505 km² (195 mi²), de la cual 505 km² (195 mi²) es tierra y 0 km² (0 mi²) (0.04%) es agua.

### Condados adyacentes
- Condado de Wilkes (sur)
- Condado de Oglethorpe (norte)
- Condado de Warren (sureste)
- Condado de Hancock (sur)
- Condado de Greene (oeste)

## Demografía
Según el censo de 2000, había 2077 personas, 870 hogares y 559 familias residiendo en la localidad. La densidad de población era de 4 hab./km². Había 1085 viviendas con una densidad media de 2 viviendas/km². El 38.18% de los habitantes eran blancos, el 60.33% afroamericanos, el 0.05% amerindios, el 0.05% asiáticos, el 0.01% isleños del Pacífico, el 0.67% de otras razas y el 0.72% pertenecía a dos o más razas. El 0.91% de la población eran hispanos o latinos de cualquier raza.
Los ingresos medios por hogar en la localidad eran de $ 23 750, y los ingresos medios por familia eran $27 800. Los hombres tenían unos ingresos medios de $27 800 frente a los $21 534 para las mujeres. La renta per cápita para el condado era de $15 498. Alrededor del 23.40% de la población estaban por debajo del umbral de pobreza.

## Transporte

### Principales carreteras
- Interestatal 20
- U.S. Route 278
- SR 12
- SR 22
- SR 44
- SR 47

## Localidades
- Crawfordville
- Sharon